# 海南孢堆黑粉菌
海南孢堆黑粉菌（学名：Sporisorium hainanae）是属于黑粉菌目黑粉菌科孢堆黑粉菌属的一种真菌，寄生在鸭嘴草属植物上。该种分布于中国。